# Drake Batherson
Drake Batherson (Fort Wayne, Indiana, 27 de abril de 1998), apodado Bathman o The Drake, es un jugador profesional estadounidense de hockey sobre hielo que se desempeña en la posición de extremo derecho en Ottawa Senators, equipo de la National Hockey League (NHL).

## Carrera
Fue seleccionado en la cuarta ronda en la NHL Entry Draft de 2017. En 2018 hizo su debut profesional con el equipo Ottawa Senators, donde lleva jugando seis temporadas.